# Enrique Belloc
Enrique Belloc (Buenos Aires, 28 de gener de 1936) és un intèrpret de saxòfon, director d'orquestra, mestre i, fonamentalment, compositor de música electroacústica argentí.

## Estudis
Va estudiar amb nombrosos mestres, tant a l'Argentina com fora del país. Va començar els seus estudis amb Orestes Castruonovo i Francisco Kröpfl. Va rebre beques de formació durant la dècada de 1960, com la que li va donar la Ford Foundation per a estudiar composició amb Hana Joachim Koellreuter i Gilbert Amy, o com la beca del govern de França per a estudiar composició electroacústica amb Pierre Schaeffer i François Baille a França. També va participar d'un seminari de direcció orquestral a Berlín a càrrec de Lorin Maazel.
A més dels estudis relacionats amb la música, també va cursar estudis de filosofia la Universidad de Buenos Aires.

## Treballs
Com a director fundà i dirigí de 1968 a 1972 el Cuarteto Contemporáneo, dedicat principalment a difondre la música de vanguardia. També va treballar a frent de la Banda Sinfónica Municipal de Buenos Aires, sent el seu director titular, a més de dirigir en diverses oportunitats l'Orquesta Sinfónica Nacional Argentina, la Filarmónica de Buenos Aires i la Sinfónica de la Universidad de Tucumán.
Com a mestre Enrique Belloc fou Director general de educación de la municipalidad de Buenos Aires a les dècades de 1960 i 1970, a més de tindre càtedra al Conservatorio Superior de Música Manuel de Falla, de la mateixa ciutat.
Com a compositor a partir de 1960 va treballar seguint distintes tendències de la música contemporània. Després de passar breument per l'atonalisme i el serialisme, va a abraçar decididament la música electroacústica des de 1964 fins hui.